# Марокканский риал
Марокканский риал — денежная единица Марокко в 1902—1921 годах.

## История
В ходе денежной реформы 1902 года был введён риал = 10 дирхамам, дирхам = 50 мазун.
После заключения Фесского договора над Марокко был установлен франко-испанский протекторат. В 1912 году в Испанском Марокко риал был заменён в обращении испанской песетой в соотношении: 1 риал = 5 песет. Во Французском Марокко риал был заменён в 1921 году на марокканский франк в соотношении: 1 риал = 10 франков.

## Монеты и банкноты
Чеканились монеты в 1, 2, 5, 10 мазун, 1⁄10, 1⁄4, 1⁄2, 1 риал.
Банкноты в риалах выпускались в 1910 и 1917 годах. Номинал на банкнотах был указан в риалах и франках. Были выпущены банкноты в 4 риала — 40 франков и 20 риалов — 100 франков.